# Gábor (családnév)
A Gábor apanévi eredetű, magyar családnév - nem szerepel a száz leggyakoribb magyarországi vezetéknév között. Keresztnévként azonban mint Gábor az 1980-as évek leggyakoribb utónevei közé tartozott.

## Eredete
A név eredete a bibliai eredetű Gábriél név, melynek jelentése: Isten az én erősségem. A görög hagiográfiában Gavrina formában szerepel, a latinba a héber Gábriel mellett Gabrinus alakban is szerepel. Más -él (jelentése: Isten) végződésű keresztnevekkel szemben, mint például Dániel, Rafael stb. a Gábrielből lekopott ez a végződés. A korai névadási szokásoknak megfelelően az apa neve vált öröklődő családnévvé.

## Elterjedtsége
Elsősorban Erdélyben, de a magyar nyelvterület keleti felében gyakoribb. Maga a Gábor forma 6500-szor fordul elő, de további változataival – Gabor, Gábriel, Gabriel, Gabriell, Gábriely, Gábrier – együtt közel 7500 névben bukkan fel. A névmagyarosítások idején a Goldner, Guttmann, Kesztenbaum vezetéknevűek választották leggyakrabban a Gábort új családnévnek.